# Krzywki-Bośki
Krzywki-Bośki (prononciation : [ˈkʂɨfki ˈbɔɕki]) est un village polonais de la gmina de Szreńsk dans le powiat de Mława de la voïvodie de Mazovie dans le centre-est de la Pologne.

## Histoire
De 1975 à 1998, le village appartenait administrativement à la voïvodie de Ciechanów.